# Fritz Lindström

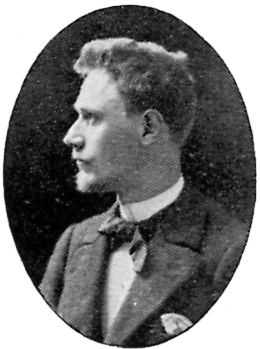
Fritz Lindström

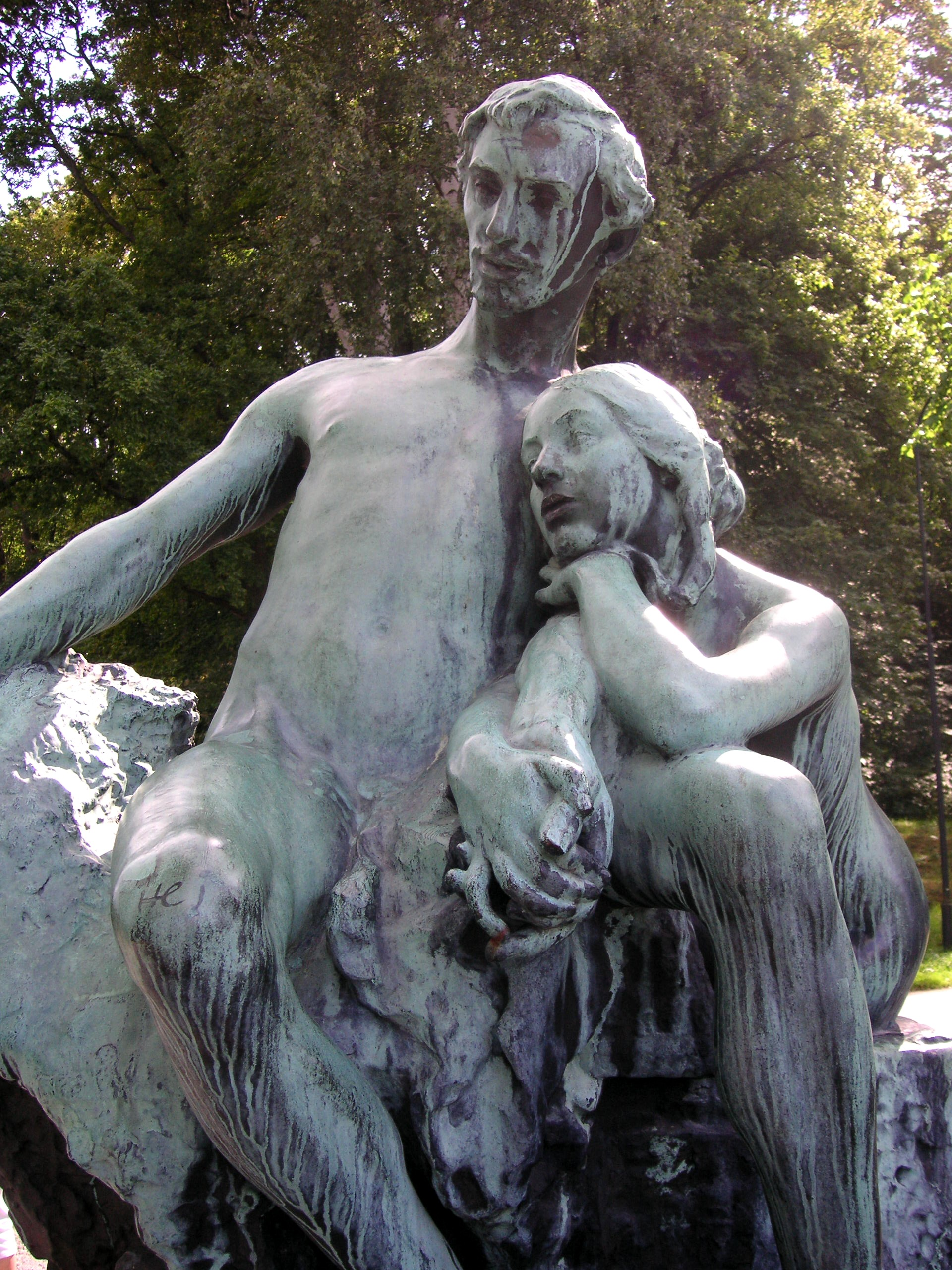
Idyll av Christian Eriksson, med Fritz Lindström som modell

August Fredrik (Fritz) Lindström, född 5 juli 1874 i Hedvig Eleonora församling, Stockholm, död 4 januari 1962 i Arvika västra församling, var en svensk konstnär.

## Biografi
Fritz Lindström började som lärling i dekorationsmålning hos Carl Grabow. där han också kom i kontakt med Björn Ahlgrensson. Därefter började han vid Konstnärsförbundets skola i Stockholm för Richard Bergh 1892–1894 och 1895–1896. Efter detta studerade Fritz Lindström vid Valands konstskola i Göteborg med Carl Larsson som lärare 1894–1895. Åren 1897–1899 studerade Lindström i Köpenhamn och Paris.

## Rackstadgruppen
År 1900 återvände Fritz Lindström hem till Sverige, han lockades till Värmland av sin vän och svåger Björn Ahlgrensson och från 1903 tillhörde han Rackstadgruppen eller Rackengruppen eller Rackstadkolonin. Fritz Lindström var en av många som vid sekelskiftet 1900 realiserade drömmen om landsbygden som den ideala miljön för ett konstnärligt och andligt arbete. Lindström blev denna dröm trogen. I över femtio år kom han att verka vid sjön Racken.
Redan tidigt under Fritz Lindströms konstnärliga utveckling var det människostudiets svåra konst som fångade hans intresse. Han hade svårt att sälja sina tavlor och brottades med ekonomiska bekymmer. När han först uppmärksammades var det huvudsakligen genom porträtten, som utmärkte sig för fint uppbyggd komposition och ett ingående personstudium. Porträttmåleriet blev av avgörande betydelse för hans ekonomi. Intresset för hans landskapsmåleri tog fart när chefen för Nationalmuseum råkade komma till Arvika för att inviga en utställning och fick syn på Lindströms landskapsbilder. Hans kompositionsregister blev med tiden imponerande brett och han förföll aldrig till slentrian. ”Koloriten är ofta kraftig med inslag i rött. Han var främst landskaps- och porträttmålare”.

## Konstverk i urval
- Porträtt av svågern, konstnären Björn Ahlgrensson (1872–1918), 1901, Göteborgs konstmuseum [7]
- Porträtt av professorn och rektorn Johan Vising (1855–1942)
- Porträtt av läkaren och professorn John Berg (1851–1931), kallad ”fader Berg”
- Porträtt av landshövdingen i Värmlands län Gerhard Dyrssen (1854–1958)
- Gumma från Bretagne, Thielska galleriet, Stockholm. Thielska galleriets konstmuseum på Djurgården i Stockholm räknas som ett av Sveriges förnämsta konstmuseer, med framför allt verk av medlemmarna i Konstnärsförbundet från sekelskiftet 1900.
- Landskap med motiv från Visby eller Värmland, flera i Nationalmuseum i Stockholm [8]
- Våreld 1906
- Höstlandskap afton 1946, Arvika
- Motiv från sjön Racken, Värmlands museum
- Nybergsgränd, akvarell, Norrköpings konstmuseum

Fritz Lindströms mest berömda verk, ”Elden”, målades 1905 finns på Värmlands museum. I sin klassiska målning fångade han kvällsljuset över sjön Racken. Det är rofyllt, lugnt, varmt, medan skymningen tätnar och vattnet mörknar.
Han kom att betyda mycket för Arvikatrakten. Genom sitt konstnärskap, sin konstnärliga hållning och sin intagande person fick han efterföljare bland traktens konstnärer. När Fritz Lindström gick bort 1962 var han den siste av målarna vid Racken, den siste av Konstnärsförbundarna, och en epok tog slut. Han är begravd på Arvika kyrkogård.